# Criz
De Criz is een rivier in Portugal die ontspringt aan de oostkant van het Caramulo-gebergte, in de buurt van het dorp Carvalhal da Mulher, in de deelgemeente Santiago de Besteiros in de gemeente Tondela, district Viseu.
Na een verloop van ongeveer 25 kilometer stroomt de rivier samen met de rivieren Dão en Mondego in het reservoir van de Aguieiradam.

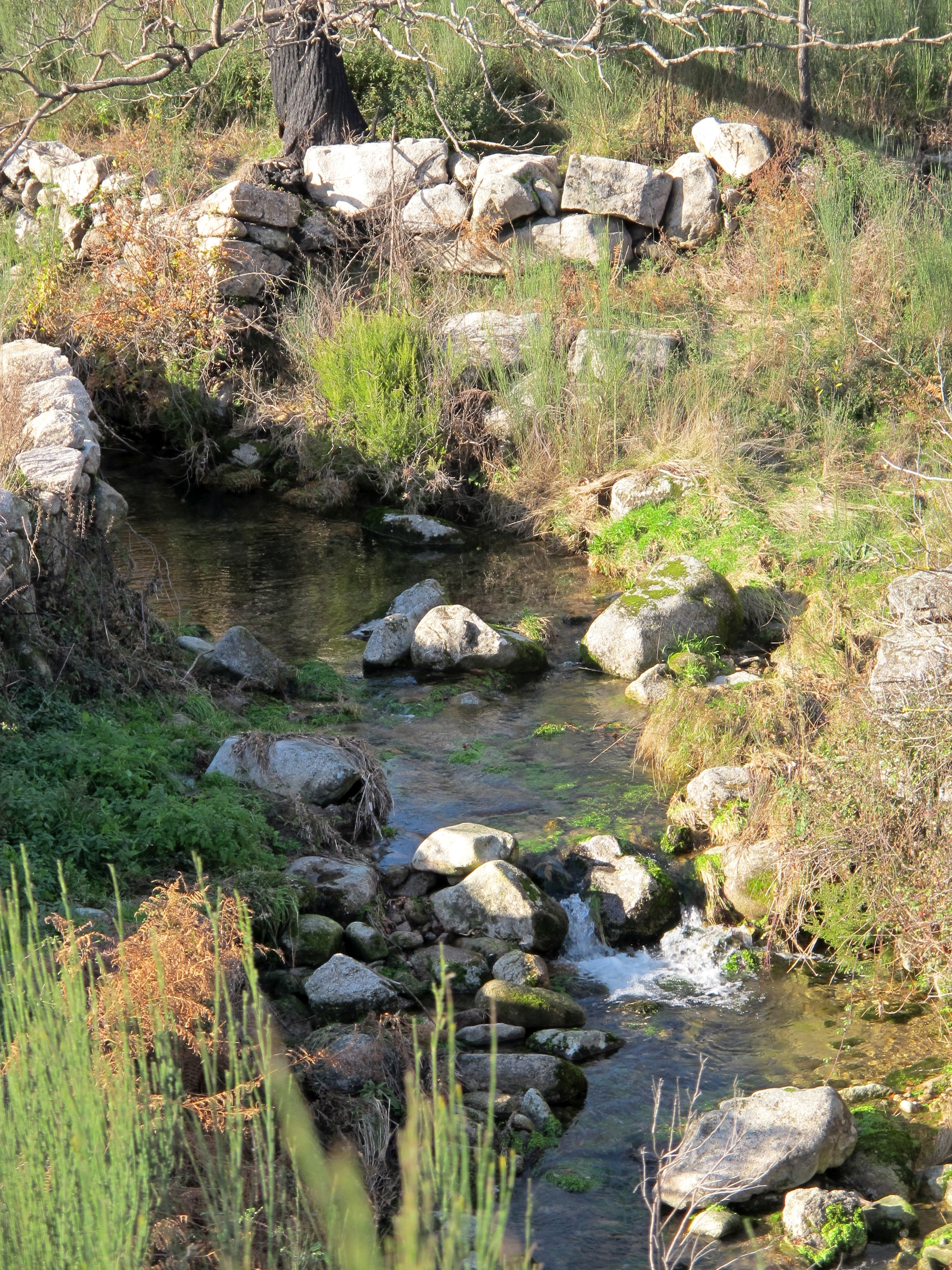
de Criz bij Carvalhal da mulher
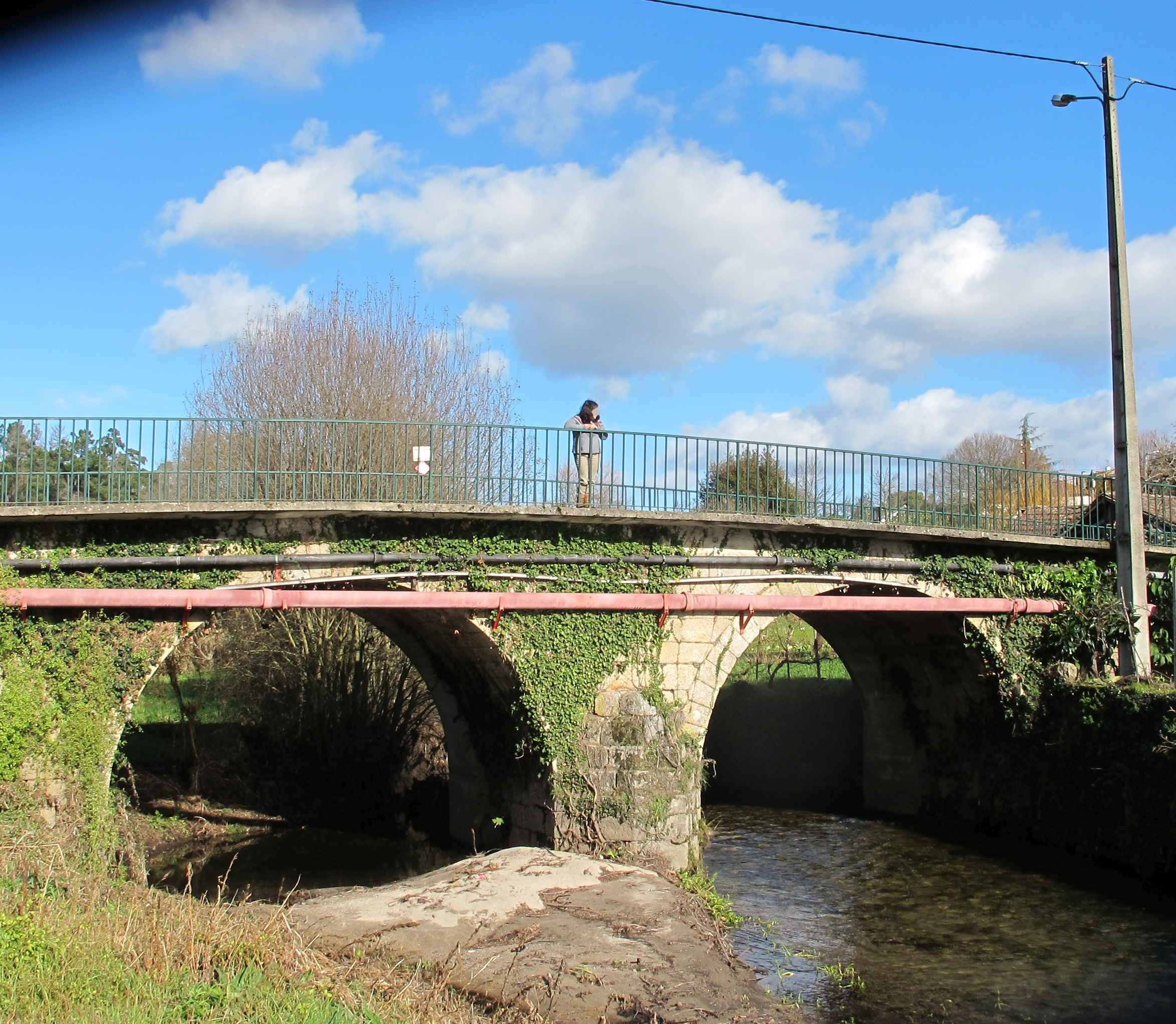
de Criz bij Ribeira, Portugal
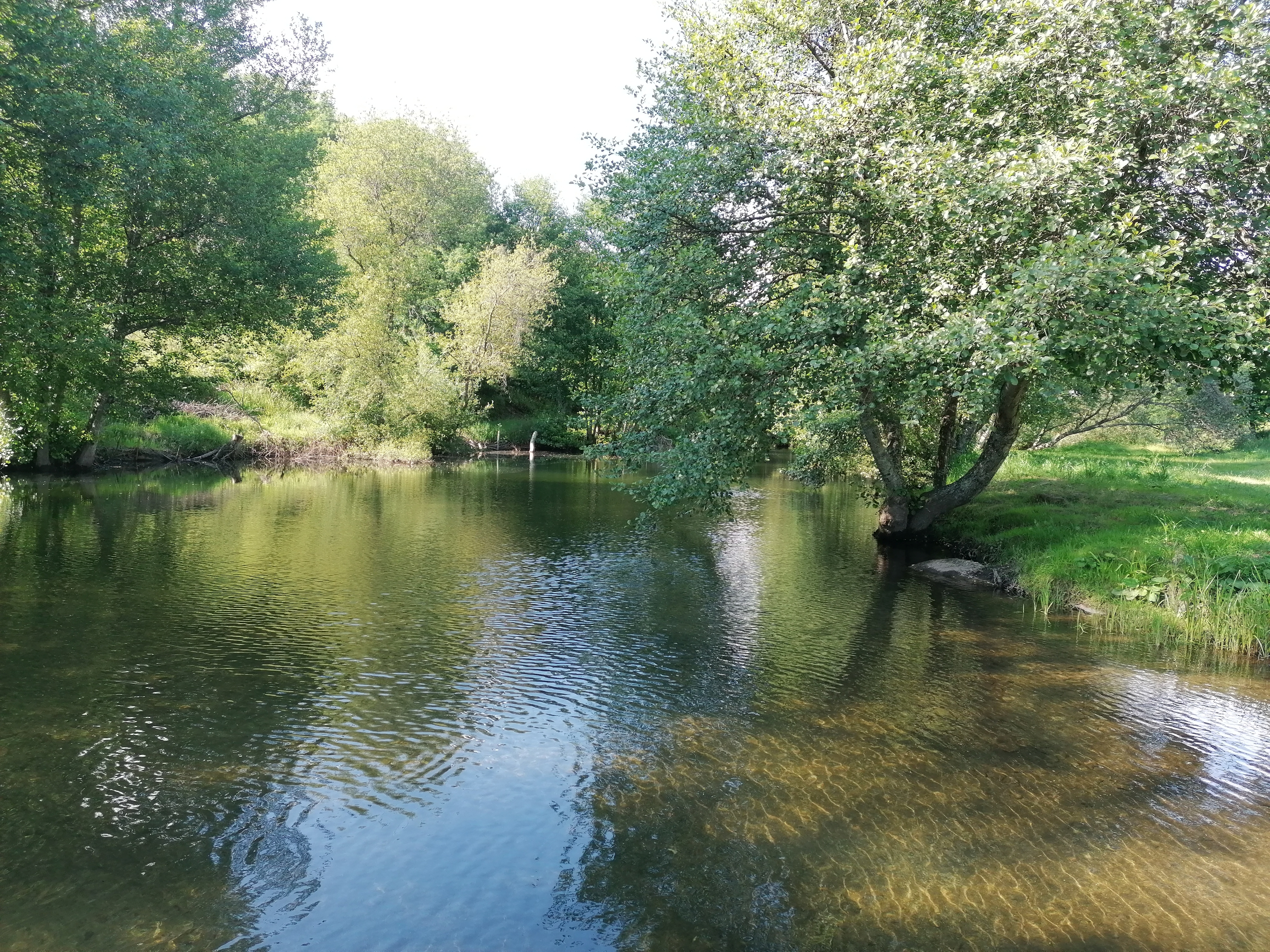
Het rivierstrand Várzea do Homem
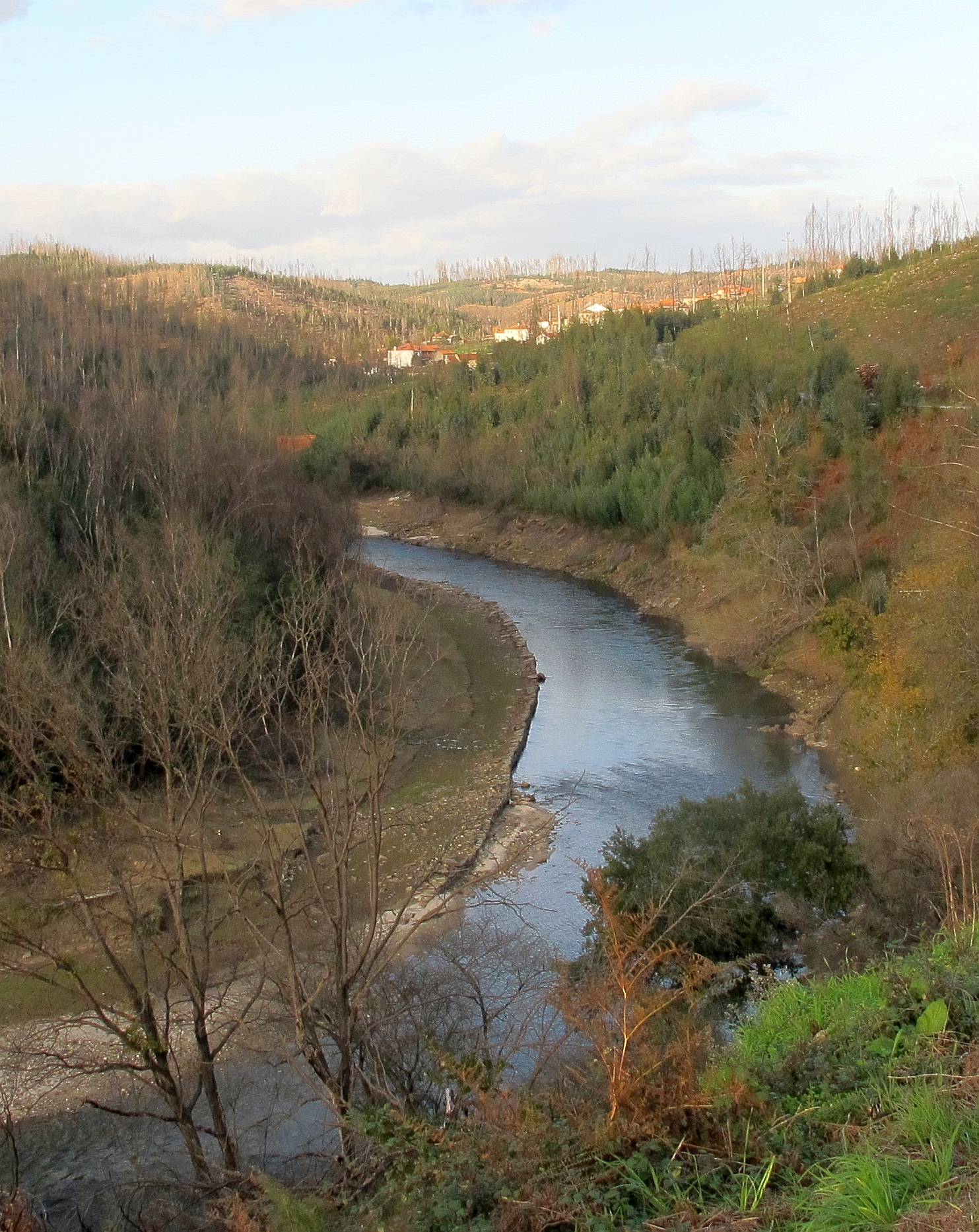
de Criz bij Real, São Joaninho
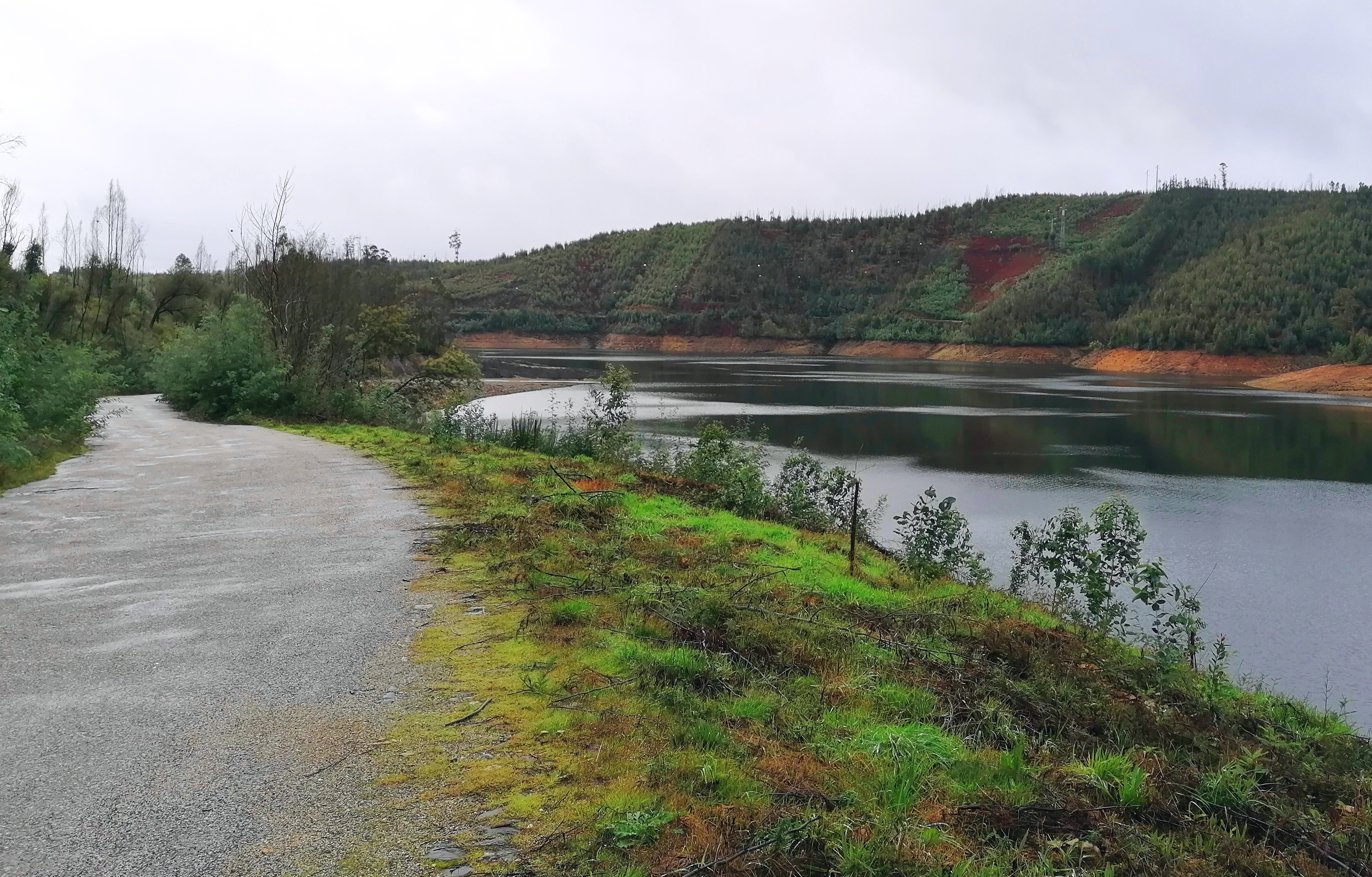
de Criz bij Couto do Mosteiro, deel van het stuwmeer van de Aguieira Dam
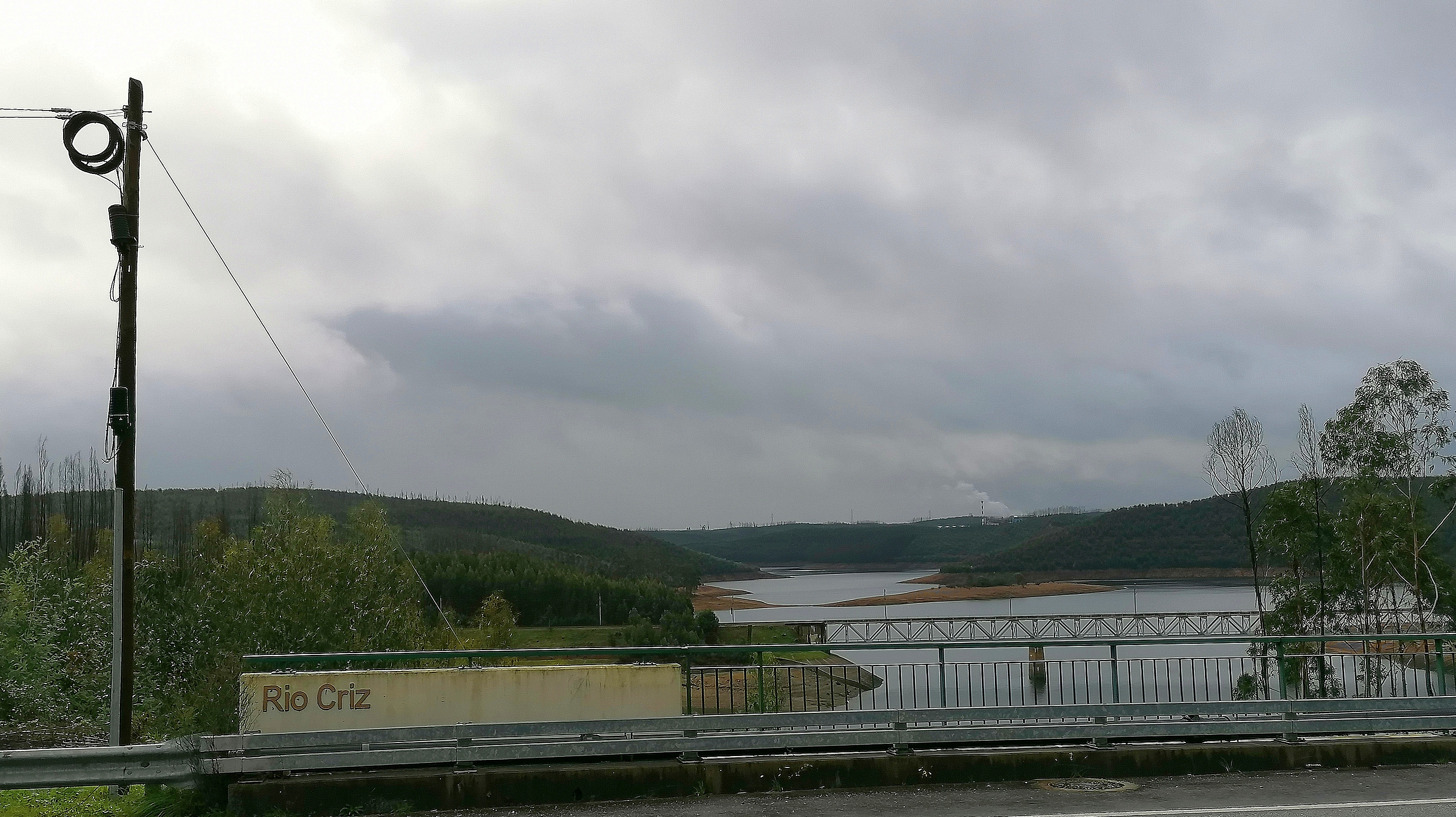
de Criz bij Coval, deel van het stuwmeer van de Aguieira Dam